# 南京彭宇案
南京彭宇案，是2006年末发生在中国江苏南京市的一起引起极大争议的民事诉讼案。彭宇案发生后，类似讹诈搀扶者的案件越来越多地被报道出来，抑或是遇到摔倒的老人不敢上前搀扶。彭宇案成为一种社会现象。

## 事件起源
2006年11月20日，南京市民彭宇陪同一名在路上跌倒的徐寿兰老太太前往医院检查，检查结果表明徐寿兰股骨骨折，需进行人造股骨头置换手术。徐寿兰随即向彭宇索赔医疗费，彭宇自称是乐于助人，怎么反倒被指成是肇事者，拒绝了老人的要求。后在各种调解失败后，于2007年1月4日在鼓楼区法院提出民事诉讼。
- 据彭宇本人称，当时其在公共汽车站发现一名老太太跌倒，马上跑过去将其扶起并送其去医院检查。
- 据徐寿兰称，“我当时亲眼看到他撞到我的！”并表示，“我们老两口都有退休金和医保，儿子在公安局工作，不是说承担不起医药费，只是要讨回一个公道。”
- 据目击证人陈二春先生称，老太太手里拎着保温瓶，向第三辆公交车跑去。她跑到第二辆车的车尾时，不知为什么就跌倒了。这时，他看到从第二辆车后门下车的彭宇走了几步，上前帮忙，然后自己也上前帮忙，并打电话叫老人的儿女过来，整个过程大约半个小时。[2]
- 陈二春先生回忆称，当时整个过程很平和，他自己也上前帮忙，一起把徐老太扶到路边，徐老太神志清醒，还借了电话给她儿子和侄女打了电话，徐寿兰对他和彭宇连连感谢，还说“不会连累你们的”。但在第三次庭审上，陈二春先生的话被徐寿兰坚决否定。[3]

## 事件结果
2007年9月5日，南京市鼓楼区人民法院（基层法院）主审法官王浩对彭宇案做出了一审判决，称“彭宇自认，其是第一个下车的人，从常理分析，他与老太太相撞的可能性比较大”，并判断“如果被告是做好事，根据社会情理，在老太太的家人到达后，其完全可以说明事实经过并让老太太的家人将她送到医院，然后自行离开。但彭宇未作此等选择，他的行为显然与情理相悖”。对此案的结论是“本案中，发生事故时，老太太在乘车过程中无法预见将与彭宇相撞；同时，彭宇在下车过程中因为视野受到限制，无法准确判断车后门左右的情况，故对此次事故，彭宇和老太太均不具有过错。”“本案应根据公平原则合理分担损失，本院酌定被告补偿原告损失的40%较为适宜。被告彭宇在此判决生效的10日内一次性给付原告人民币45876元；1870元的诉讼费由老太太承担1170元，彭宇承担700元，並裁定彭宇补偿原告40%的损失，即45876元，10日内给付。”
2007年10月15日下午，中共江苏省委书记李源潮在十七大江苏省分组讨论会上发表讲话，专门提到了彭宇案，以其为案例介绍江苏省“大调解”机制，作为其工作政绩的展现。此讲话可视为省政府影响此案调解、审理结果的证据。同时标示着官方公开表示此案以庭外“和解”告结。
和解结果：和解结果并未对媒体公布，相关细节不得而知。据悉，该案和解的结果是彭宇承担了10%的责任，赔偿1万余元，传言为“第三方”支付，但此传言未获官方确认。

### 相关人物后续发展
- 彭宇从南京某通讯公司辞职，去向不明。其律师和他还有联系。
- 徐寿兰从原住址搬走，2010年8月去世[3]。
- 彭宇的代理律师高式东从金鼎英杰律师事务所到了江苏高等律师事务所。
- 法官王浩调离南京市鼓楼区法院，被安排在鼓楼区挹江门街道办司法所。[7]

### 再次调查
2012年1月16日，新华社《瞭望》新闻周刊發表文章《南京市委常委、市政法委书记刘志伟谈：不应被误读的“彭宇案”》。刘志伟在接受专访时指出，综合当事人陈述和法庭调查，舆论和公众认知的“彭宇案”并非事实真相，当时徐寿兰（徐老太）经过一辆公交车后门时，彭宇正从这辆车后门第一个下车，双方在不经意间发生相撞，彭宇先回头时发现摔倒在地的徐寿兰，随即将其扶起，并与后来赶到的其家人将老人送往医院治疗，其间还代付了200元医药费。2025年7月，刘志伟涉嫌严重违纪违法，接受江苏省纪委监委纪律审查和监察调查。

## 事件争议
事件最大的争议来自于一审法院南京市鼓楼区人民法院主审法官王浩的判定书，其判定大量的使用“常理”，而不是“根據證據”的撰寫方式，并不符合社会认识。
一审判决书所用常理：“如果被告是见义勇为做好事，更符合实际的做法应是抓住撞倒原告的人，而不仅仅是好心相扶；如果被告是做好事，根据社会情理，在原告的家人到达后，其完全可以在言明事实经过并让原告的家人将原告送往医院，然后自行离开，但被告未作此等选择，其行为显然与情理相悖”。
由于法官所用之“常理”具有法律效力，将强制性的修正社会原来的常理认知。相关政府法律部门，也没有公开宣传一审“常理”不符合审理规则，表明杜绝此类“常理”。彭宇案使社会认知到，做好事可能遭遇被一审“常理”甚至被二审终审“常理”的巨大威胁。自此，一审法官所用之“常理”在逐步成为新的社会规范，社会道德风气剧烈滑坡。
另外，次要争议来自民事诉讼是否可以无证据仅凭常理推断。中国民事诉讼准则明确规定“谁主张谁举证”，而法院却在原告方未能提出有力证据的情况下，运用“自由心证”的逻辑推理分析判定彭宇应承担责任。为彭宇作证的陈先生在得知结果后激动地说“朋友们，以后还有谁敢做好事？”
另一些观点则认为“疑罪从无”适用于刑事案件中，证据不充分则是无罪，而民事诉讼不适用“疑罪从无”、“无罪推定”。民法中即使理由证据不充分，法官也可从职业道德、职业素养出发，依照逻辑推理和日常生活经验，推定案件中各方的责任，民事审判追求高度的概然性。

## 第三方评论
- 据江苏电视台城市频道《甲方乙方》节目报道，在当时彭宇向派出所索要当时的笔录时，派出所长称当时笔录丢失，但留有当时用手机拍摄的笔录照片。当彭宇本人发现照片Exif信息显示照片并非来自派出所所长本人的手机时，所长不得不承认其实照片是徐寿兰当警察的儿子提供的。[11]
- 而人民网四川视窗则认为，彭宇被判败诉是有积极意义的，可以提醒“活雷锋”在见义勇为时要保护自己。
- 华商报报道则质疑彭宇与其证人的说辞，并提出“不要被道德的热情蒙蔽了我们的双眼”。
- 腾讯新闻评论说“所以，彭宇案中只有法律问题，没有道德问题。或者说，在法律问题没有搞清楚的时候谈论道德问题是非常危险的。”[13]
- 网易新闻称，“大部分网友认定彭宇是好心没好报，无辜受害，对他充满了同情。”[11]
- 南方周末发表的杨支柱文章则质疑判决书中判定原告无责任没有依据，引用《民法通则》相关条款因此也有悖常理。[14]
- 2017年，最高人民法院微博发表“十年前彭宇案的真相是什么？”的评论，重申了“彭宇案”的法律真实性，并表示“‘彭宇案’不能再成为我们逃避的借口”。[15][16]

## 后续
为保护救助他人的人不受到讹诈，中国大陆的部分省市对此做了立法，例如《深圳经济特区救助人权益保护规定》於2013年8月1日正式生效。
2017年3月颁布、同年10月生效的《中华人民共和国民法总则》第一百八十四条规定：“因自愿实施紧急救助行为造成受助人损害的，救助人不承担民事责任。”
2020年10月最高人民法院，最高检察院，公安部发布了《关于依法办理“碰瓷”违法犯罪案件的指导意见》，宣布严厉打击碰瓷行为，可根據不同情況而以不同罪行處罰，例如實施「碰瓷」及故意造成他人財物毀壞可以故意毀壞財物罪定罪處罰，以营造一个良好的社会环境。